# Оружбинский сельсовет
Оружбинский сельсовет  — административно-территориальная единица и муниципальное образование со статусом сельского поселения в Магарамкентском районе Дагестана Российской Федерации.
Административный центр — село Оружба.

## Население
| 2002  | 2010  | 2012  | 2013  | 2014  | 2015  | 2016  |
| ----- | ----- | ----- | ----- | ----- | ----- | ----- |
| 1862  | ↗2272 | ↗2283 | ↘2281 | ↗2295 | ↗2317 | ↘2276 |
| 2017  | 2018  | 2019  | 2020  | 2021  | 2023  | 2024  |
| ↗2277 | ↘2263 | ↗2280 | ↘2264 | ↘1669 | ↘1668 | ↘1639 |
| 2025  |       |       |       |       |       |       |
| ↗1642 |       |       |       |       |       |       |

## Состав
| № | Населённый пункт | Тип населённого пункта       | Население |
| - | ---------------- | ---------------------------- | --------- |
| 1 | Оружба           | село, административный центр | ↘1292     |
| 2 | Яруквалар        | село                         | ↘377      |